# Cartoon Network (Europe centrale et de l'Est)
Pour les articles homonymes, voir Cartoon Network (homonymie).
Cartoon Network est une chaîne de télévision thématique hongroise, roumaine, polonaise, bulgare, serbe, croate, slovène et moldavienne du groupe Warner Bros. Discovery créée le 1er septembre 1998. La chaîne est disponible sur le satellite, le câble et par la TNT.

## Histoire

### Années 1990
En Hongrie, Cartoon Network (Europe) est lancé le 17 septembre 1993. À cette époque, la chaîne européenne diffusait des séries d'animation entre 6 et 22 heures uniquement en anglais. Dans les années 1990, la chaîne pouvait être reçue sur satellite. Les lecteurs de Magyar Narancs en élu la chaîne de télévision Cartoon Network comme la meilleure chaîne de l'année en 1999.
Au 1er septembre 1998, Cartoon Network Europe, diffusée depuis Varsovie, dessert en particulier la Pologne, la Hongrie et la Roumanie. Par la suite, certaines émissions sont adaptées petit à petit en hongrois, polonais et roumain. Pendant 18 heures était diffusés des cartoons tels que : Tom et Jerry, Les Jetson, Johnny Bravo, Le Laboratoire de Dexter, Jonny Quest, et Bêtes comme chien. Elle partageait son canal avec TCM de 21 h à 3 h CET en Serbie.

### Années 2000
Fin 2001, l'identité visuelle de la chaîne est redéfinie. La nouvelle identité visuelle est le « carré », semblable au logo de l'échiquier. Dès lors, les cartoons sont diffusés 18 heures par jour, de 3 h à 21 h. En 2001, de nouvelles émissions sont diffusées et incluent notamment :  Hong Kong Fou Fou, Moumoute, un mouton dans la ville, Les Jumeaux Barjos, et X-Men: Evolution. En 2002, de nouvelle séries sont diffusées : Capitaine Caverne, Scooby-Doo et Scrappy-Doo, Billy et Mandy, aventuriers de l'au-delà, Samouraï Jack, Vil Con Carne, et La Ligue des justiciers. Cette même année débute l'émission de Toonami dans laquelle des séries d'actions et animes sont diffusées. En 2003, cinq nouvelles séries sont diffusées Quoi d'neuf Scooby-Doo ?, Chris Colorado, Ozzy és Drix, Nom de code : Kids Next Door, et Star Wars: Clone Wars.
En 2004, la société américaine Cartoon Network, dirigée par Turner Broadcasting System, remplace son système de diffusion par cassette vidéo en système numérique. En mai 2004, ce système est utilisé sur la chaîne dans toute la Hongrie. Cette même année, de nouvelles séries sont diffusées dont : Mucha Lucha, Musclor et Duck Dodgers. En 2004, la chaîne lance un concours de dessin nommé Animáció Generáció, pareil en 2005, et en 2006. Cette même année, de nouvelles émissions sont diffusées dont Teen Titans, Megas XLR, Foster, la maison des amis imaginaires, Hi Hi Puffy AmiYumi, Atomic Betty, Transformers : Cybertron, et Juniper Lee. En 2006, de nouvelles émissions sont diffusées dont : Xiaolin Showdown, Robotboy, Ben 10, et Mon copain de classe est un singe.
Le le 1er mars 2007, Cartoon Network et TCM sont dissociés et diffusent désormaisleurs programmes 24 heures sur 24 en tant que différentes chaînes.
Le 1er octobre 2009, une version de Cartoon Network en Russie et en Europe du Sud-est a été lancée, remplaçant la version européenne en Russie, Bulgarie, Ukraine et Albanie. Les publicités sont diffusées en russe. Cette version de Cartoon Network est jumelée avec la chaîne TCM. Cartoon Network est diffusé de 5 h du matin jusqu'à 23 h (Heure de Moscou), avec TCM prenant place le reste du temps. La chaîne est également séparée de la Pologne.
Le 18 septembre 2024, la version polonaise ainsi que celle d'Europe du sud-est rejoignent à nouveau la chaîne. La chaîne revient donc à une répartition similaire à celle présente jusqu'au 1er octobre 2009,.

### Pologne
Le 30 septembre 2002, la chaîne a commencé à être diffusée en Hongrie et en Roumanie, partageant ainsi son flux vidéo avec ces pays tout en ajoutant deux pistes audio supplémentaires en hongrois et en roumain.
Le 1er mars 2007, Cartoon Network Pologne a commencé à diffuser 24 heures par jour. Le 1er octobre 2008, un flux distinct de Cartoon Network a été créé pour la Hongrie et la Roumanie, tandis que les deux pistes audio supplémentaires qui étaient auparavant sur la chaîne ajoutée en 2002 y ont été déplacées. Les deux flux sont transmis depuis Varsovie. La chaîne appartient à Turner Broadcasting System Germany. La chaîne a également diffusé un bloc de programmation Toonami entre 2002 et 2006,.
Le 14 octobre 2015, la chaîne est lancée en HD,.
Le 1er septembre 2016, Cartoon Network Pologne a été renommé à l'aide de graphiques du package de marque Check It 4.0. Le 4 juin 2018 à 22 h, la chaîne a diffusé Cartoon Network Classics pour la première fois.
Le 18 septembre 2024, à 06h00, Cartoon Network Pologne a fusionné avec SEE feed et Europe centrale et de l'Est.

### Europe du Sud-Est
Warner Bros. Discovery décide de faire temporairement cesser la diffusion de la chaîne en Russie le 9 mars 2022 en réponse à l'invasion de l'Ukraine par la Russie. Elle reste disponible dans le reste des pays où la chaîne est diffusée cependant.
Le 18 septembre 2024, la chaîne ferme ses portes et fusionne à nouveau le flux d'Europe centrale et de l'Est

## Programmation
- The Amazing World of Gumball
- Craig of the Creek
- Teen Titans Go!
- Tollaty Spies!
- Total Drama Kids
- One Piece
- LEGO DreamZzz
- Tiny Toons Looniversity
- Popcorn Time (uniquement le vendredi)
- My Adventures with Superman
- Ninjago
- Looney Tunes Cartoons
- Beast Boy: Lone Wolf

### Cartoonito
- Alice & Lewis
- Batwheels
- Bugs Bunny Builders
- Cocomelon
- Dorothy and the Wizard of Oz
- Lamput
- Lucas the Spider
- Beep & Mort

### Former programming
- A Penguin's Troubles
- A Pup Named Scooby-Doo
- The Adventures of Chuck and Friends
- Adventure Time
- The Adventures of Tintin
- The Amazing Spiez!
- Angel's Friends
- Apple & Onion
- Angels of Jarm
- Animaniacs
- The Avengers: Earth's Mightiest Heroes
- Bakugan Battle Brawlers
- Bakugan Battle Planet
- Bakugan: New Vestroia
- Bakugan: Gundalian Invaders
- Barbie: Life in the Dreamhouse
- Barney & Friends
- The Basil Brush Show
- Be Cool, Scooby-Doo!
- Ben 10 (2005)
- Ben 10: Alien Force
- Ben 10: Ultimate Alien
- Ben 10: Ultimate Challenge
- Ben 10: Omniverse
- Beyblade: Metal Fury
- Beyblade: Metal Fusion
- Beyblade: Metal Masters
- Bindi the Jungle Girl
- Blaze and the Monster Machines
- Bob the Builder
- Bratz
- Bunnytown
- Chowder
- Clarence
- Camp Lazlo
- Code Lyoko
- Codename: Kids Next Door
- Courage the Cowardly Dog
- Cow and Chicken
- Dexter's Laboratory
- Dodo
- Doraemon (1979)
- Dorameon (2005)
- Dragon Ball Super
- Digimon
- Dinosaur King
- Doctor Who
- Dragon Ball Z
- DreamWorks Dragons Riders of Berk
- Duck Dodgers
- Ed, Edd n Eddy
- Ever After High
- Family Game Night
- Foster's Home for Imaginary Friends
- Garfield and Friends
- The Garfield Show
- Generator Rex
- Geronimo Stilton
- Gormiti Nature Unleashed
- Grizzy and the Lemmings
- The Grim Adventures of Billy & Mandy
- Hi Hi Puffy AmiYumi
- Higglytown Heroes
- The Heroic Quest of the Valiant Prince Ivandoe
- Inspector Gadget
- Inazuma Eleven
- Idol x Warrior Miracle Tunes!
- Jade Armor
- Jellystone!
- Jewelpet
- Jewelpet Twinkle
- Johnny Bravo
- Johnny Test
- Just Kidding
- Kipper
- Lego Star Wars: The Padawan Menace
- Lego Star Wars: The Yoda Chronicles
- Lego Ninjago: Masters of Spinjitzu
- Looney Tunes Cartoons
- The Life and Times of Juniper Lee
- Looney Tunes
- Looney Tunes Cartoons
- Masha and the Bear
- Martin Mystery
- The Marvelous Misadventures of Flapjack
- Mike, Lu & Og
- Mixels
- Monster High
- Mona & Sketch (replays)
- Mr. Magoo
- Mucha Lucha
- My Gym Partner's a Monkey
- My Little Pony: Friendship Is Magic
- Naruto
- Naruto Shippuden
- Nexo Knights
- Oggy and the Cockroaches
- One Piece
- Out of Jimmy's Head
- Over the Garden Wall
- Peppa Pig
- The Pink Panther (1993 TV series)
- Polly Pocket
- Pokémon
- Poppets Town
- Pound Puppies
- Power Rangers Samurai
- Power Rangers Megaforce
- The Powerpuff Girls (1998)
- Powerpuff Girls Z
- PreCure: Splash Star (Pretty Cure : l'étoile éclaboussante)
- Primeval
- Pucca
- Rabbids Invasion
- Ranma ½
- The Rubbish World of Dave Spud
- Regular Show
- Sally Bollywood
- Scooby-Doo! Mystery Incorporated
- Scooby-Doo and Guess Who?
- Sesame Street
- SMart
- Summer Camp Island
- Superted
- Taffy
- The Thundermans (Los Thunderman)
- Tom and Jerry in New York
- Tonny Tube (TV series)
- The Secret Saturdays
- The Smurfs
- Sonic X
- Squirrel Boy (Andy y Rodney)
- Strawberry Shortcake
- Strawberry Shortcake's Berry Bitty Adventures
- Supernoobs (Supernovatos)
- The Sylvester and Tweety Mysteries
- Taz-Mania
- Teen Titans
- Teletubbies
- The Magic Key
- The Trap Door
- The Three Friends and Jerry
- Thomas and Friends
- ThunderCats (2011 TV series)
- Tiny Toon Adventures
- Titeuf
- Tom & Jerry Kids
- Tom and Jerry
- Tom and Jerry Tales
- Top Cat
- Total DramaRama
- Transformers Animated
- Transformers: Prime
- Transformers: Robots in Disguise (2015 TV series)
- Tweenies
- Uncle Grandpa (Tito Yayo) (replays)
- Unnatural History
- Wacky Races
- Wakfu
- Wallace and Gromit's Cracking Contraptions
- We Baby Bears
- We Bare Bears
- What's New, Scooby-Doo?
- Wif Qwac Qwac
- Wimpole Village
- Wipeout
- Wonder Pets
- Xiaolin Showdown
- Yo Gabba Gabba
- Yo-Kai Watch
- Yogi Bear
- Yu-Gi-Oh!
- Yu-Gi-Oh! GX
- Yu-Gi-Oh! 5D's